# Paula Dalla Corte
Paula Dalla Corte (* 21. Mai 2001 in Tägerwilen) ist eine Schweizer Popsängerin. Sie wurde 2020 Siegerin der zehnten Staffel der Gesangs-Castingshow The Voice of Germany.

## Leben
Paula Dalla Corte wuchs in Tägerwilen im Schweizer Kanton Thurgau auf. Sie hat zwei jüngere Geschwister und war Schülerin an der Kantonsschule Kreuzlingen. Sie gewann 2020 mit ihren Coaches Samu Haber und Rea Garvey die zehnte Staffel von The Voice of Germany. Ihr Siegersong und zugleich ihre erste eigene Single lautete Someone better. Nach dem Sieg brachte sie ihre Matura zu Ende und ging für drei Monate nach Los Angeles. Anschließend zog sie nach Berlin und veröffentlichte im August 2023 ihre zweite Single Good Girl Killer. 2024 folgten die Singles Bite me, Ugly Beauty und Heavy Heart.

## Diskografie
Singles
- 2020: Someone Better
- 2023: Good Girl Killer
- 2024: Bite Me
- 2024: Ugly Beauty
- 2024: Heavy Heart